# Пипите, Марселлино
Марселлино Пипите (англ. Marcellino Pipite) — политик Вануату.

## Биография
Работал учителем, директором школы, занимал пост национального координатора программы Фонда ООН в области народонаселения по репродуктивному здоровью подростков.
В 2004 году избран в Парламент Вануату от сельского избирательного округа острова Эспириту-Санто. Переизбирался в 2008 и 2012 гг. Представляет Республиканскую партию Вануату.
В июле-декабре 2004 гг. занимал пост министра всесторонней программы реформ в правительстве Сержа Вохора, курируя приватизационные проекты; в ноябре-декабре был также министром иностранных дел. В 2006—2007 гг. министр сельского хозяйства в правительстве Гама Лини. Вернулся в правительство в 2012 году при премьер-министре Сато Килмане, заняв должность министра образования. В марте 2013 году принял участие в демарше части членов правительства, объявивших о своём переходе в оппозицию; в результате Килман ушёл в отставку, а кресло премьер-министра занял Моана Каркассес Калосил, в кабинете которого Пипите получил портфель министра туризма и внешней торговли, однако уже в июне того же года после конфликта с премьером вновь оказался в оппозиции.
16 июня 2015 года был избран спикером Парламента Вануату вместо Ф. Боэдоро. 9 октября судья Мэри Сей признала Пипите и 13 других парламентариев виновными во взяточничестве, установив, что Каркассес заплатил своим коллегам по парламенту в общей сложности 35 миллионов вату ($452,000) за голосование по вотуму недоверия правительству Джо Натумана 11 июня 2015 года. В воскресенье 11 октября Пипите, воспользовавшись тем, что президент Вануату Балдвин Лонсдейл на выходные уехал из страны, в связи с чем формально исполняющим обязанности президента становится спикер Парламента, издал распоряжение о помиловании всех осуждённых, включая самого себя.